# Новоямские Выселки
Новоямские Выселки — упразднённый посёлок в Ельниковском районе Мордовии России. Входил в состав Новоямского сельского поселения. Исключен из учётных данных в 2024 году.

## История
Основан после отмены крепостного права. В «Списке населённых мест Пензенской губернии за 1894» Ново-Ямский Выселок деревня из 20 дворов Краснослободского уезда. В

## Население
| 2002 | 2010 |
| ---- | ---- |
| 7    | ↘1   |

Национальный состав
Согласно результатам Всероссийской переписи населения 2002 года, в национальной структуре населения русские составляли 100 %.